# Petras Klimas
Petras Klimas (23 de fevereiro de 1891 - 16 de janeiro de 1969) foi um diplomata, autor e historiador lituano, e um dos vinte signatários da Declaração de Independência da Lituânia.
Klimas cursou advocacia na Universidade de Moscou. Após graduar, ele retornou para Vilnius e serviu no Lithuanian Central Relief Committee. Ele foi eleito ao Conselho da Lituânia em 1917, e assinou a Declaração de Independência em 1918. Klimas seguiu servindo como enviado diplomático lituano à França, Bélgica, Espanha, Portugal e Luxemburgo.
Durante o período entre-guerras Klimas publicou vários trabalhos,$ incluindo Russich Litauen, um estudo sobre o domínio russo da Lituânia de 1795 - 1915; Der Werdegang des litauischen Staates, descrevendo a emergência do estado lituano de 1915 - 1918; e Lietuvos žemės valdymo istorija, uma história de propriedade de terra na Lituânia.
Enquanto estava servindo em uma missão diplomática em Paris em 1940, a Legação Lituana foi entregue à União Soviética. As autoridades de ocupação nazi na França o prenderam em 1942, e ele foi enviado a um campo de concentração até 1943. Ele foi solto por um breve período de tempo e retornou à Lituânia, mas foi preso novamente em 1944 durante a segunda ocupação soviética da Lituânia. Desta vez ele foi enviado a um campo de concentração na Sibéria e passou dez anos lá. Sua saúde foi permanentemente debilitada até sua morte em 1969.